# 鸭嘴花碱
鸭嘴花碱（英语：Vasicine或peganine）是一种喹唑啉生物碱。它被发现于鸭嘴花（Adhatoda vasica），并以此命名。它还存在于骆驼蓬中。
鸭嘴花碱也被和茶碱在体外和体内进行了比较。鸭嘴花碱与类似物鸭嘴花碱酮的组合也被进行了研究。两种生物碱的组合（1:1）在体内和体外均显示出显着的支气管扩张活性。这两种生物碱也是呼吸兴奋剂。鸭嘴花碱具有心脏抑制作用，鸭嘴花碱酮是一种弱心脏兴奋剂；通过结合这两种生物碱可以使效果正常化。据报道，鸭嘴花碱具有子宫兴奋作用。
氨溴索是一种广泛使用的溶分泌剂，由鸭嘴花碱开发而成，可抑制人类肥大细胞和嗜碱性粒细胞（过敏性炎症的主要效应物）分泌IgE依赖性介质。与鸭嘴花碱相比，氨溴索在降低嗜碱性粒细胞IL-4和IL-13分泌方面表现出更大的效果。